# 海獅作戰
海獅計畫（德語：Unternehmen Seelöwe）是第二次世界大戰時納粹德國進攻英國的計畫，該計畫在德國佔領法國之後開始擬定，希望先以空軍摧毀英國戰力，再派軍登陸攻佔英國，但由於不列顛空戰的失利，該計畫未能實行。

## 背景
自德軍於1939年對波蘭發動閃電戰並聯同蘇聯將其瓜分，一直戰無不勝，法國、丹麥、挪威、荷蘭、比利時等西歐國家接連淪陷，當時只剩下一海之隔的英國獨力抗衡德國和義大利等軸心國。自敦克爾克大撤退，英軍及少數法軍退回英國本土防守，希望借英倫海峽為屏障阻止德軍。希特勒為了之後的巴巴羅薩計劃決定一舉擊敗西方的英國，以消除東進蘇聯時背後的威脅。在1940年7月16日，希特拉發出「第16號元首指令」，並將登陸英國本土的行動命名為“海獅計劃”。為了減少損失，希特拉同意讓空軍元帥戈林先對英國發動“不列顛空戰”，奪取英國南部的制空權，並預計在1個月內擊敗英國。

## 不列顛空戰
起初，德軍破壞英國的雷達站，並利用空軍快速擊毀尚未起飛的英軍戰機，令英國空軍蒙受重大損失。在英國空軍即将被德軍打敗時，德軍轟炸機在8月23日因為迷航誤炸倫敦，令英軍報復向柏林空襲。憤怒的希特勒決定對英國城市發動地氈式轟炸。德軍因為戰術上的失誤，不列顛空戰的失敗導致失去空中優勢。在德軍把目標轉向蘇聯後，不列顛空戰以德軍失敗告終。

## 計劃的取消
德國空軍無法摧毀英國皇家空軍，也無法掌握英國南方，海峽沿岸的制空權。過了10月之後，登陸英國本土計劃因為天候與海象的關係已經無法執行，德國也必須暫停作戰進行整補，準備下一階段對蘇聯的巴巴羅薩作戰。因此登陸英國的海獅作戰終止執行，對英國地面目標轟炸改為以夜間為主，大規模對英國的空中行動在此時劃上休止符。

## 戰後對計畫的測試
1974年，英国桑赫斯特皇家军事学院进行了一场兵棋推演。它的结果表明，尽管德军有能力开辟出一块很大的滩头阵地，但他们却会遭到英国海军的沉重打击。如果一切都进展顺利的话，德国陆军可能会在攻破首都防卫线之前就被击溃。

## 大眾文化中的海獅計畫

### 電玩
- 轉折點：自由之殞落
- 世紀爭霸：在德國的戰役中，最後的第七關關卡即為海獅作戰
- 軸心國與同盟國：玩家在戰役模式扮演軸心國（最終為軸心國贏得戰爭），海獅行動將在諾曼第登陸失敗後展開。
- 戰爭前線：轉折點
- 裝甲元帥（1994年小型工業視頻遊戲）：Hexfield戰略模擬遊戲：海獅，海獅加號（後者與意大利海軍支援）方案，可在獲得重大勝利先前的行動。
- 世界征服者3：軍事生涯中扮演德國入侵英國
- 世界征服者4：軸心第4關扮演德國侵略英國並且成功

### 漫畫
- 厄夜怪客：因為當年海獅計畫失敗為了對英國復仇 才有了千禧年吸血鬼士兵計畫

## 脚注与参考文献
1. ↑  . 桑赫斯特皇家军事学院.   [2006-06-01]. （原始内容存档于2007-11-03）.
2. ↑  . 论文.   [2006-06-01]. （原始内容存档于2006-09-01）.
3. ↑  . 论文.   [2006-06-01]. （原始内容存档于2006-06-14）.
4. ↑  . 论文.   [2006-06-01]. （原始内容存档于2006-06-19）.
5. ↑  Evans，出版日期2004年。